# Wilma De Angelis
Wilma De Angelis, född 8 april 1931 i Milano, är en italiensk sångerska. Hon sjöng "Nessuno" på San Remo-festivalen 1959.